# New Beginning
New Beginning (englisch für „Neubeginn“) ist das vierte Studioalbum der US-amerikanischen Singer-Songwriterin Tracy Chapman.

## Entstehung und Veröffentlichung
Die Erstveröffentlichung von New Beginning erfolgte am 14. November 1995 bei Elektra Records. Das Album erschien in seiner Originalausführung als CD mit elf Titeln (Katalognummer: 7559-61850-2).
Geschrieben und produziert wurden alle Lieder von der Interpretin selbst. Während Chapman für den Schreibprozess alleine verantwortlich zeichnete, bekam sie bei der Produktion Unterstützung durch Don Gehman.

## Titelliste
1. Heaven’s Here on Earth – 5:23
2. New Beginning – 5:33
3. Smoke and Ashes – 6:39
4. Cold Feet – 5:40
5. At This Point in My Life – 5:09
6. The Promise – 5:28
7. The Rape of the World – 7:07
8. Tell It Like It Is – 6:08
9. Give Me One Reason – 4:31
10. Remember the Tinman – 5:45
11. I’m Ready – 4:56
12. Save a Place for Me (Hidden Track)

## Singleauskopplungen (Auswahl)
Die Single Give Me One Reason war für Tracy Chapman mit Rang drei die erfolgreichste Charts-Single in den Vereinigten Staaten und lößte damit Fast Car (Rang 6) ab. Es platzierte sich insgesamt 39 Wochen in den Billboard Hot 100. Darüber hinaus erreichte die Single eine Woche die britischen Singlecharts und belegte dabei Rang 95.
Singles in den Charts

| Jahr | Titel Album        | Höchstplatzierung, Gesamtwochen, AuszeichnungChartplatzierungen (Jahr, Titel, Album, Platzierungen, Wochen, Auszeichnungen, Anmerkungen) | Höchstplatzierung, Gesamtwochen, AuszeichnungChartplatzierungen (Jahr, Titel, Album, Platzierungen, Wochen, Auszeichnungen, Anmerkungen) | Anmerkungen                                                   |
| Jahr | Titel Album        | UK | US | Anmerkungen                                                   |
| ---- | ------------------ | --- | --- | ------------------------------------------------------------- |
| 1996 | Give Me One Reason | UK95 Platin · (1 Wo.)UK | US3 (39 Wo.)US | Erstveröffentlichung: 19. November 1996 Verkäufe: + 1.152.500 |

## Rezeption
Bei den Grammies 1997 war das Album für die Auszeichnung als bestes Album des Jahres nominiert, die Singleauskopplung Give Me One Reason erhielt den Award für den besten Rocksong.

## Kommerzieller Erfolg

### Chartplatzierungen und Singles
New Beginning stieg am 11. Dezember 1995 auf Platz 93 der deutschen Albumcharts ein und erreichte am 22. Januar mit Platz 60 seine höchste Platzierung. Insgesamt konnte es sich zehn Wochen in den Top 100 platzieren. In den Vereinigten Staaten (Rang 4), Australien (Rang 6), Neuseeland (Rang 8) und Österreich (Rang 9) avancierte New Beginning zum Top-10-Erfolg.
| ChartsChartplatzierungen       | Höchstplatzierung | Wochen |
| ------------------------------ | ----------------- | ------ |
| Deutschland (GfK)              | 60 (10 Wo.)       | 10     |
| Österreich (Ö3)                | 9 (16 Wo.)        | 16     |
| Schweiz (IFPI)                 | 22 (11 Wo.)       | 11     |
| Vereinigte Staaten (Billboard) | 4 (95 Wo.)        | 95     |

| ChartsJahrescharts (1996)      | Platzierung |
| ------------------------------ | ----------- |
| Vereinigte Staaten (Billboard) | 18          |

| ChartsJahrescharts (1997)      | Platzierung |
| ------------------------------ | ----------- |
| Vereinigte Staaten (Billboard) | 119         |

### Auszeichnungen für Musikverkäufe
| Land/Region                  | Auszeichnungen für Musikverkäufe (Land/Region, Auszeichnung, Verkäufe) | Verkäufe  |
| ---------------------------- | ---------------------------------------------------------------------- | --------- |
| Australien (ARIA)            | 3× Platin                                                              | 210.000   |
| Dänemark (IFPI)              | Gold                                                                   | 10.000    |
| Deutschland (BVMI)           | Gold                                                                   | 250.000   |
| Kanada (MC)                  | 7× Platin                                                              | 700.000   |
| Neuseeland (RMNZ)            | 2× Platin                                                              | 30.000    |
| Österreich (IFPI)            | Gold                                                                   | 25.000    |
| Vereinigte Staaten (RIAA)    | 5× Platin                                                              | 5.000.000 |
| Vereinigtes Königreich (BPI) | Silber                                                                 | 60.000    |
| Insgesamt                    | 1× Silber · 3× Gold · 17× Platin ·                                     | 6.285.000 |

Hauptartikel: Tracy Chapman/Auszeichnungen für Musikverkäufe